# Knikkend kalkkopje
Het knikkend kalkkopje (Physarum album) is een slijmzwam behorend tot de familie Physaraceae. Het leeft saprotroof op dood hout van naaldbomen en -struiken.

## Kenmerken

### Uiterlijke kenmerken
De sporangia groeien in groepen en zijn 1 tot 1,5 mm hoog. Het bolletje is 0,4 tot 0,7 mm in diameter en wit of grijsachtig wit van kleur. De steel is grijs, geelachtig, olijfachtig of zwart en in lengterichting gerimpeld. De bovenkant is doorschijnend en soms ondoorzichtig geelachtig, olijfachtig of zwart. 
Het plasmodium is waterig wit of geelachtig grijs.

### Microscopische kenmerken
De sporen meten (7-)8 tot 9(-10,5) µm in diameter en zijn bruinviolet, fijnbestekeld of bijna glad. Het capillitium bestaat uit kleurloze slanke draden, vertakkend onder scherpe hoeken met weinig vlakke uitzettingen bij de oksels, en weinig kleine, witte kalkknopen.

## Verspreiding
Het knikkend kalkkopje heeft een wereldwijd verspreidingsgebied. In Nederland komt het vrij algemeen voor. 